# 74-es busz (Budapest)
A budapesti 74-es jelzésű autóbusz a Csáktornya park és a Tanács körút között közlekedett. A vonalat a Budapesti Közlekedési Vállalat üzemeltette.

## Története
1967. november 20-án új járat indult 25Y jelzéssel a Kacsóh Pongrác úti aluljáró és Rákos-patak között körforgalomban, ez volt a 74-es és 74A busz elődje. 1970. november 11-én útvonalát a Miskolci utcáig hosszabbították. 1970. november 21-én a végállomását az új Mexikói úti autóbusz-végállomásra helyezték át. 1971-ben útvonala ismét meghosszabbodott: február 2-án új végállomása az Írottkő park lett. 1972. február 14-étől már csuklós buszok jártak a vonalon a Kacsóh Pongrác úti lakótelep miatt megnövekedett utasforgalom miatt. A 2-es metró Deák tér – Déli pályaudvar szakaszának átadásával egy időben, 1972. december 23-án a 25Y busz jelzését 74A-ra (Csáktornya park – Kacsóh Pongrác út) módosították, illetve 74-es jelzéssel új járat indult a belvárosi Madách térig meghosszabbított útvonalon. A két új járat a 25Y busz teljes útvonalát lefedte, illetve a 74-es kiváltotta a Dózsa György út és a Dohány utca között az 5-ös buszokat is. 1973. május 18. és 28. között 74Y jelzéssel elágazójárat közlekedett a Madách tér és a Városliget, I. számú főbejárat között az 1973. évi Budapesti Nemzetközi Vásár alkalmából. 1975-ben a 74-es buszt a Tanács körútig rövidítették (a mai Károly körút végállomás). 1975. augusztus 10-én a 74A busz, 1977. április 29-én a 74-es busz szűnt meg, helyüket április 30-ától a 74-es trolibusz vette át, mely a Hungária körút helyett már a Május 1. úton közlekedett (mai Hermina út).

## Útvonala
| Tanács körút felé | Csáktornya park felé |
| --- | --- |
| Csáktornya park vá. – Csáktornya park – Ungvár utca – Teleki Blanka utca – Kacsóh Pongrác út – Hungária körút – Ajtósi Dürer sor – Dózsa György út – Dembinszky utca – Wesselényi utca – Dohány utca – Tanács körút vá. | Tanács körút vá. – Dohány utca – Landler Jenő utca – Ajtósi Dürer sor – Hungária körút – Kacsóh Pongrác út – Csáktornya park – Csáktornya park vá. |

## Megállóhelyei
| 0  | Csáktornya park végállomás                                             | 15 |                                                             |
| 1  | Miskolci utca                                                          | 14 |                                                             |
| 2  | Rákospatak utca                                                        | 13 | 25                                                          |
| 3  | Fűrész utca                                                            | 12 | 25                                                          |
| 4  | Kassai tér                                                             | 11 | 25, 32                                                      |
| 5  | Kacsóh Pongrác út (↓) Amerikai út (↑) (ma: Amerikai út (Mexikói út M)) | 10 | Millenniumi Földalatti Vasút 69 1, 25, 25, 32, 32           |
| 6  | Erzsébet királyné útja                                                 | 9  | 67, 69 70 55                                                |
| 7  | Május 1. út (ma: Hermina út)                                           | 8  | 72, 75 55, 55                                               |
| 8  | Népstadion út (ma: Zichy Géza utca)                                    | 7  | 72, 75                                                      |
| 9  | Dózsa György út (ma: Ötvenhatosok tere)                                | 6  | 72, 75, 79 20, 30, 120                                      |
| 10 | Dembinszky utca                                                        | ∫  | 72, 75, 79 20, 30, 120                                      |
| 11 | Nefelejcs utca                                                         | 5  | 78                                                          |
| 12 | Rottenbiller utca                                                      | 4  | 73, 76 33                                                   |
| 13 | Izabella utca                                                          | ∫  | 73, 76                                                      |
| ∫  | Szövetség utca                                                         | 3  |                                                             |
| 14 | Lenin körút (ma: Wesselényi utca / Erzsébet körút)                     | ∫  | 4, 6 12, 12A                                                |
| ∫  | Lenin körút (ma: Blaha Lujza tér M)                                    | 2  | 4, 6, 28, 29, 37, 37A 7, 7A, 7, 12, 12A, 12, 78, 89, 99, 99 |
| 15 | Nyár utca                                                              | ∫  |                                                             |
| ∫  | Nagy Diófa utca                                                        | 1  | 7, 7A, 78                                                   |
| 16 | Tanács körút végállomás (ma: Károly körút (Astoria M))                 | 0  | 47, 49 1, 7, 7A, 9, 9, 78                                   |